# Szuwar ponikła błotnego
Zespół ponikła błotnego, szuwar ponikła błotnego (Eleocharitetum palustris) – syntakson w randze zespołu budowany przez słodkowodny makrofit: ponikło błotne. Należy do klasy zespołów szuwarowych Phragmitetea. Ze względu na podobieństwo zajmowanych siedlisk przez ponikło błotne i formę lądową przęstki pospolitej, niegdyś włączany do zespołu Heleochareto-Hippuridetum vulgaris=Eleocharito palustris-Hippuridetum, a nawet szerokiego syntaksonu Scirpo-Phragmitetum Koch 1926.

## Charakterystyka
Niski szuwar zajmujący stosunkowo płytkie (kilkadziesiąt cm głębokości) wody stojące różnych typów zbiorników, np. starorzecza. Wymaga wód stosunkowo żyznych (jeziora eutroficzne, jeziora mezotroficzne) o odczynie obojętnym lub zasadowym. Podłoże mineralne (piasek, żwir), czasem wydeptywane.
Zespół cechuje się nieznaczną produkcją biomasy i odgrywa mało istotną rolę w lądowaceniu zbiorników wodnych.
Charakterystyczna kombinacja gatunków
ChCl. : żabieniec babka wodna (Alisma plantago-aquatica), ponikło błotne (Eleocharis palustris), skrzyp bagienny (Equisetum fluviatile), manna mielec (Glyceria maxima), trzcina pospolita (Phragmites australis), szczaw lancetowaty (Rumex hydrolapathum), oczeret Tabernemontana (Schoenoplectus tabernaemontani), marek szerokolistny (Sium latifolium), pałka szerokolistna (Typha latifolia).
ChAll. : tatarak zwyczajny (Acorus calamus), sitowiec nadmorski (Bulboschoenus maritimus), łączeń baldaszkowy (Butomus umbellatus), kropidło wodne (Oenanthe aquatica), rzepicha ziemnowodna (Rorippa amphibia), strzałka wodna (Sagittaria sagittifolia), oczeret jeziorny (Schoenoplectus lacustris), jeżogłówka pojedyncza (Sparganium emersum), jeżogłówka gałęzista (Sparganium erectum).
ChAss. : ponikło błotne (Eleocharis palustris).